# Xã Jefferson, Quận Spink, South Dakota
Xã Jefferson (tiếng Anh: Jefferson Township) là một xã thuộc quận Spink, tiểu bang Nam Dakota, Hoa Kỳ. Năm 2010, dân số của xã này là 61 người.